# BMW E23
Con la sigla BMW E23 si intende la prima generazione della BMW Serie 7, un'autovettura di lusso prodotta della casa automobilistica tedesca BMW dal 1977 al 1986.

## Storia e profilo
Presentata a Monaco di Baviera nel giugno del 1977, la nuova berlina BMW prendeva il posto, nel listino della Casa bavarese, delle apprezzate E3. 
Seguendo quanto fatto con gli altri modelli, il nome divenne Serie 7. La sigla era completata dall'indicazione della cilindrata divisa per cento.
La Serie 7 E23, pur essendo un'auto totalmente nuova, riprendeva i concetti tecnici delle berline che l'avevano preceduta (motore anteriore longitudinale, trazione posteriore, sospensioni a 4 ruote indipendenti), abbinandoli ad alcune novità, come i freni disco anche dietro e lo sterzo (a circolazione di sfere) con servocomando di serie.
La linea (3 volumi e 4 porte, disegnata da Paul Bracq) e gli interni riprendevano i concetti espressi l'anno precedente dalla Serie 6 E24. Ritroviamo tra l'altro l'aggressivo frontale proteso in avanti a doppi fari tondi, stilema tipico delle BMW degli anni settanta.
Poche novità, al momento del lancio, anche per i motori, 6 cilindri in linea monoalbero in testa, e per i cambi, tutti provenienti dalla gamma E3. 
Se i 6 cilindri di 2788, 2986 e 3210 cm³ (i primi due alimentati a carburatore, l'ultimo a iniezione) erano conosciuti ed apprezzati, i clienti rimasero delusi dal cambio manuale a sole 4 marce (in alternativa c'era un automatico a 3). Anche le prestazioni, a causa del peso elevato, non soddisfacevano completamente i più esigenti.
Grazie al declino della Mercedes-Benz W116 (giunta a fine produzione) e ai problemi d'immagine ed affidabilità della Jaguar (nel nefasto periodo d'appartenenza alla British Leyland), le 728 (2788 cm³, 170cv), 730 (2986 cm³, 184cv) e 733i (3210 cm³, 197cv) riscossero comunque un buon gradimento.
L'arrivo dell'innovativa Mercedes-Benz W126, sul finire del 1979 tuttavia, costrinse la Casa bavarese ad aggiornare la sua ammiraglia già nello stesso anno, suscitando le proteste di chi aveva acquistato il modello nei mesi precedenti.
Così la gamma venne ristrutturata con l'introduzione di una versione più spinta , il modello 735i mosso dal 6 cilindri di 3453cc con 218cv/ Din, la 728 guadagnò l'iniezione elettronica divenendo 728i con potenza aumentata a 184cv/ Din, contemporaneamente, la 733i divenne 732i con una riduzione della dotazione di accessori ma mantenendo invariata la potenza (197cv/ Din) del suo 6 cilindri di 3210cc.
Da un punto di vista estetico le modifiche rimasero minime (nuovo spoiler anteriore nero, nuova plancia e altri ritocchi minori).
Tutte adottarono il cambio manuale a 5 marce di serie, mentre tra gli optional comparve l'impianto ABS.
All'inizio del 1980 venne lanciata la versione top 745i, spinta dal 6 cilindri di 3210 cm³ sovralimentato da un turbocompressore Garrett (252cv). La 745i aveva una dotazione ricchissima (ABS, on board computer e cambio automatico erano di serie).
Nel settembre del 1982 un restyling interessò il frontale (calandra), gli interni (pannelli e sedili) e alcuni particolari della carrozzeria (retrovisori, profili cromati).
Contemporaneamente la 745i adottò un motore di cilindrata maggiorata a 3430 cm³ ed un cambio automatico ZF a 4 rapporti. Lo stesso propulsore, ma in versione aspirata andò ad equipaggiare la 735i, che si accomiatò dalla precedente unità motrice.
Nel 1984 vennero lanciate le versioni Executive e Highline (entrambe molto ricche) delle 735i e 745i.
Alla fine del 1986 le E23 vennero tolte di produzione per essere rimpiazzate dalle E32 all'inizio dell'anno seguente. In alcuni Paesi, però, la produzione delle E23 andò avanti ancora per alcuni mesi, terminando in pieno 1987.

### Versioni particolari

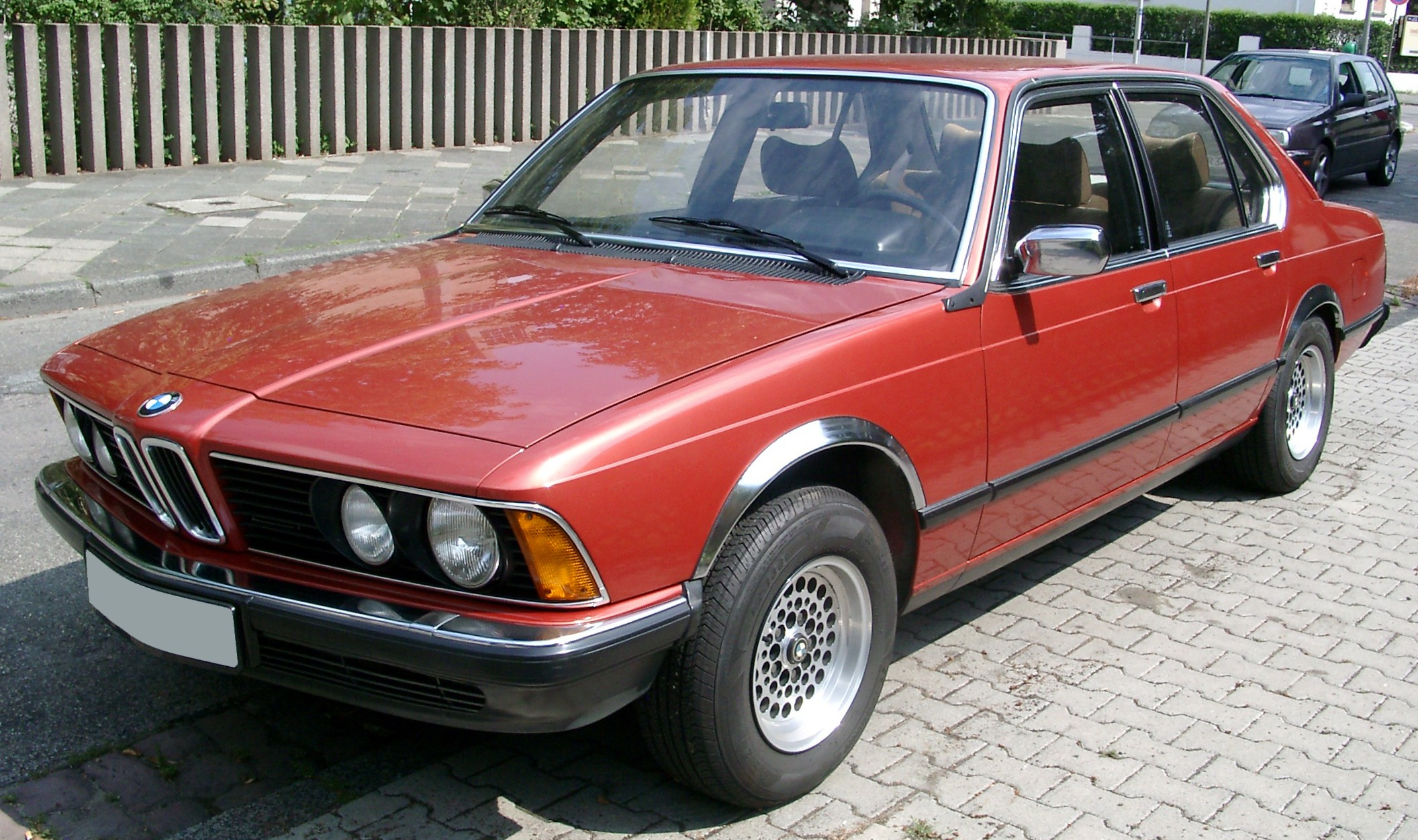

Escludendo la 745i per il mercato europeo continentale, prodotta tra il 1980 ed il 1986, vale la pena citare la 745i prevista per il mercato sudafricano, dotata di un motore aspirato da 3453 cm³ e 286 CV, appartenente alla famiglia M88. Uno di questi esemplari fu utilizzato per una grossa manifestazione agonistica locale, il Campionato Sudafricano delle berline modificate. A tutt'oggi è stata l'unico esemplare di Serie 7 ad aver partecipato ad una competizione.
Attraversando l'Oceano Atlantico e finendo negli Stati Uniti, troviamo che gli unici modelli della BMW E23 commercializzati erano la 733, la 735 e la L7 (1986-87), un modello riservato al mercato statunitense e caratterizzato da un allestimento ed una dotazione estremamente ricca e lussuosa: la L7 era infatti dotata di selleria, cruscotto e pannelli porta in pelle, tettuccio apribile ed addirittura l'airbag guidatore, una novità per una BMW destinata agli USA.
Infine va ricordata la 725i, un modello realizzato solamente su ordinazione e destinato esclusivamente ad alte cariche di stato.

## Motorizzazioni
Le BMW E23 hanno montato esclusivamente motorizzazioni a 6 cilindri, tutte a benzina. Nella seguente tabella a scomparsa sono riassunte le caratteristiche dei modelli previsti per il mercato europeo.
| Modello | Anni di produzione | Motore    | Cilindrata | Alimentazione                   | Potenza max CV/rpm | Coppia max Nm/rpm | Velocità max Km/h | 0–100 km/h(s) |
| ------- | ------------------ | --------- | ---------- | ------------------------------- | ------------------ | ----------------- | ----------------- | ------------- |
| 725i    | 1979-86            | M30B25    | 2494       | Iniezione elettronica           | 150/6000           | 215/3700          | 185               | 10"6          |
| 728     | 1977-79            | M30B28V   | 2788       | Due carburatori doppio corpo    | 170/6000           | 238/3700          | 192               | 10"           |
| 728i    | 1979-86            | M30B28    | 2788       | Iniezione elettronica           | 184/5800           | 240/4200          | 196/201           | 9"5           |
| 730     | 1977-79            | M30B30V   | 2985       | Due carburatori doppio corpo    | 184/6000           | 260/3700          | 200               | 9"5           |
| 732i    | 1979-86            | M30B32LE  | 3210       | Iniezione elettronica           | 197/5500           | 285/4300          | 206/208           | 8"6           |
| 733i    | 1977-79            | M30B32LE  | 3210       | Iniezione elettronica           | 197/5500           | 280/4300          | 205               | 9"            |
| 735i    | 1979-82            | M30B35LE  | 3453       | Iniezione elettronica           | 218/5200           | 310/4000          | 212               | 7"9           |
| 735i    | 1982-86            | M30B34M   | 3430       | Iniezione elettronica           | 218/5200           | 310/4000          | 217               | 7"9           |
| 745i    | 1980-83            | M30B32LAE | 3210       | Iniez.elet.+ turbo+ intercooler | 252/5200           | 380/2600          | 222               | 7"8           |
| 745i    | 1983-86            | M30B34MAE | 3430       | Iniez.elet.+ turbo+ intercooler | 252/5200           | 380/2200          | 227               | 7"9           |